# Néo Rýsio
Néo Rýsio (grekiska: Νέο Ρύσιο) är en ort i Grekland.   Den ligger i prefekturen Nomós Thessaloníkis och regionen Mellersta Makedonien, i den nordöstra delen av landet, 290 km norr om huvudstaden Aten. Néo Rýsi ligger 43 meter över havet och antalet invånare är 3 012.
Terrängen runt Néo Rýsi är platt åt sydväst, men åt nordost är den kuperad. En vik av havet är nära Néo Rýsi åt nordväst.Runt Néo Rýsi är det ganska tätbefolkat, med 78 invånare per kvadratkilometer. Närmaste större samhälle är Thessaloníki, 17,1 km norr om Néo Rýsi. Trakten runt Néo Rýsi består till största delen av jordbruksmark.